# Старий Сельць
Старий Сельць (пол. Stary Sielc) — село в Польщі, у гміні Жевне Маковського повіту Мазовецького воєводства.
Населення — 101 особа (2011).
У 1975-1998 роках село належало до Остроленцького воєводства.

## Демографія
Демографічна структура станом на 31 березня 2011 року:
|          | Загалом | Допрацездатний вік | Працездатний вік | Постпрацездатний вік |
| -------- | ------- | ------------------ | ---------------- | -------------------- |
| Чоловіки | 55      | 14                 | 34               | 7                    |
| Жінки    | 46      | 8                  | 22               | 16                   |
| Разом    | 101     | 22                 | 56               | 23                   |